# Король Руси

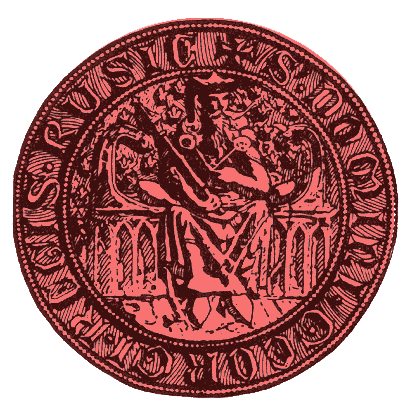
Аверс печати Юрия I Львовича с надписью: «Regis Rusiae» — Короля Руси

Коро́ль Руси́ (лат. Rex Russiae или Rusiae) — западноевропейский титул, использовавшийся в ряде средневековых документов и нарративных источников в отношении русских правителей. Некоторым из них поступали предложения о его принятии. Единственным случаем, когда этот титул был принят, стало венчание галицко-волынского князя Даниила Романовича в 1253 году. По словам Александра Филюшкина, в политической культуре Руси титул не прижился, «мелькнув как странный эпизод русской истории». Титул, однако, сыграл важную роль в установлении польской власти над Юго-Западной Русью.

## Особенности перевода
В дореволюционных источниках, когда названия Русь и Россия употреблялись как полные синонимы, титул иногда переводился как Король Российский. 

## История

### Киевские князья
Королевский титул в отношении русских князей встречался в папских посланиях задолго до коронации Даниила и отражал западноевропейскую тенденцию именовать правителей отдельных земель «рексами». Активное пожалование королевской короной имело место в отношении прибывшего в Рим Ярополка Изяславича во время междоусобицы сыновей Ярослава Мудрого в 1075 году, однако отец Ярополка Изяслав Ярославич так и не рискнул обнародовать папскую буллу и попытка изменения русского порядка престолонаследия с участием папы провалилась.

### Галицко-волынские князья

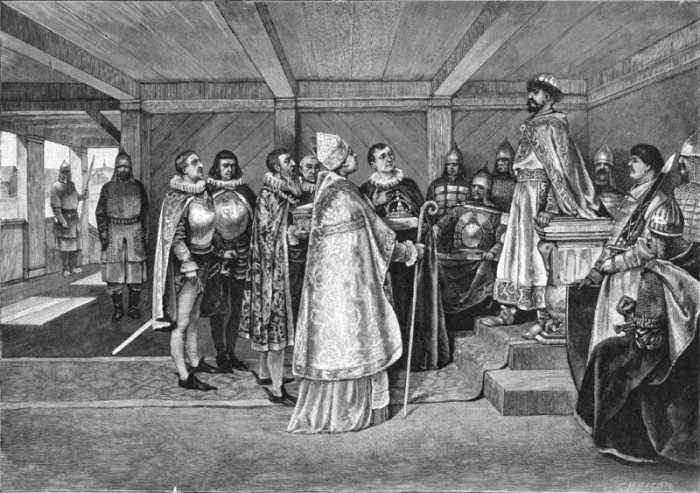
Папский нунций подносит князю Даниилу Романовичу королевскую корону. Гравюра Юлиана Шюблера по рисунку Клавдия Лебедева из собрания иллюстраций журнала «Нива», 1894 г.

Титул король появился в русской политической культуре в XIII веке, когда он был одновременно присвоен двум правителям в Восточной Европе — Даниилу Галицкому и литовскому князю Миндовгу. Даниил был коронован папскими представителями в приграничном Дорогичине в 1253 году. Выхлопотанный у Рима титул королей Галичины и Владимирии (rex Galiciae et Lodomeriae) уже несколько десятилетий носили венгерские короли, начиная с захвата Галича в 1189—1190 годах, впоследствии несколько раз повторявшегося. Коллизия двух титулов Рим не смущала. Наделяя Даниила и Миндовга королевскими титулами, папа преследовал цель расширения своей сферы влияния, однако для самих этих правителей ни католичество, ни «крестовые походы» против язычников не были актуальными. Даниил нуждался в военной помощи против монголов, а Миндовг — против немецких рыцарских орденов. Папа эту помощь не мог и не хотел предоставить, из-за чего договорённости не были реализованы и титулатура утратила смысл для всех участников. Прямые потомки Даниила Лев и Мстислав не короновались. Попытка реанимации титула была предпринята внуком Даниила Юрием Львовичем (на аверсе его сохранившейся мастичной печати назван «Rex Rusiae» — король Руси, а на реверсе — «Dux Ladimiriae» — князь Владимирии). На печатях грамот 1316, 1325, 1327, 1334 и 1335 гг. сыновья Юрия Львовича, Андрей и Лев, и внук по дочери, Болеслав-Юрий (Юрий II Болеслав), продолжали именоваться «Rex Russiae». «Королевство Руси» упоминалось в титуле последнего галицко-волынского князя Юрия II Болеслава из польской династии Пястов.

### Польские и венгерские короли
Титулу «короля Руси» как «наследству Пястов» придавал большое значение польский король Казимир III, заключивший с Юрием II Болеславом соглашение, по которому получал данный титул в наследство в случае бездетной смерти галицко-волынского князя. Вскоре Казимир III стал главным выгодополучателем смерти князя от отравления. Уже через девять дней после этого события войско польского короля заняло и разграбило Львов, захватив княжескую сокровищницу с клейнодами. Историк Леонтий Войтович отмечает, что на подготовку такого похода в те времена нужно было затратить несколько месяцев. После окончательного захвата Галицкой земли в 1349 году, в полном титуле Казимира III прибавился титул «король Русский». Казимир III чеканил отдельную монету для Русского королевства.
Вскоре была улажена польско-венгерская коллизия претензий на титул короля Руси. Уже в 1350 году в Буде было подписано соглашение между Казимиром III и венгерским королём Людовиком I Великим. За Людовиком и его братом Стефаном признавалось наследственное право на «Русское королевство», однако оно уступалось в пожизненное владение Казимиру. На случай отсутствия у Казимира сына предусматривалось возвращение титула Венгрии, при наличии сына за Венгрией сохранялось право выкупить Русь у польских королей за 100 000 флоринов. Венгрия гарантировала Польше военную помощь против крестоносцев и всех других — но только в вопросах «Русского королевства» (Regnum Russiae). После смерти Казимира III в 1370 году оно по договору перешло под контроль Венгрии, однако было захвачено Польшей силой оружия в 1387 году. Сам термин и домен к этому моменту закрепились за Галичиной, в отличие от Волынской земли. В дальнейшем, «Русское королевство» было понижено в статусе, став в 1434 году Русским воеводством непосредственно в составе Польши.
Венгерские короли, не будучи в состоянии вернуть эти земли ни военным, ни дипломатическим путём, сохранили лишь номинальный титул «королей Галичины и Владимирии». После разделов Речи Посполитой в XVIII веке в составе Австро-Венгрии с отсылкой на это обстоятельство было создано королевство Галиции и Лодомерии.

### Московские государи

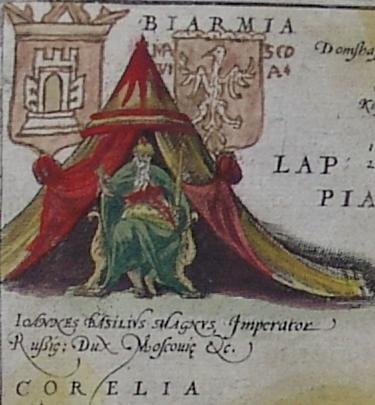
«Иоанн Васильевич, великий император Руси, князь Московии» (Ioannes Basilius Magnus Imperator Russiae, Dux Moscoviae). Фрагмент карты Абрахама Ортелия (1574).

В 1489 году немецкий дипломат Николай Поппель привёз государю всея Руси Ивану III предложение дарования королевского титула от священноримского императора, на что был получен следующий ответ: «Мы Божиею милостью государи на своей земле от первых своих прародителей, а поставление имеем от Бога, [..] а поставлениа как есмя наперед сего не хотели ни от кого, так и ныне не хотим». В дальнейшем и Ватикан, и Священная Римская империя не раз повторяли предложение о даровании королевского титула, видя в этом инструмент интеграции России в католическую Европу, но встречали отказ и от Василия III, и от Ивана Грозного. В 1550 году авантюрист Иоанн Штейнберг запустил в Европе ложный слух о намерении Ивана Грозного заключить католическую унию и объявить войну туркам в обмен на получение королевского титула. У польско-литовского монарха Сигизмунда II этот слух вызвал сильную обеспокоенность. В Ватикан и Священную Римскую империю были отправлены посольства с настойчивой просьбой не давать Ивану IV корону «Короля Русского», а лишь «Короля Московского», поскольку титул «Король Русский» уже принадлежит Ягеллонам.
В ряде западных документов (официальной переписке, делопроизводстве, научных трудах, картах) великие князья и цари московские начиная с Ивана III именовались «императорами» или «кайзерами» Руси.